# روگه، شهرستان وورو
روگه (به لاتین: Rõuge) یک منطقهٔ مسکونی در استونی است که در دهستان روگه واقع شده‌است.

## نگارخانه

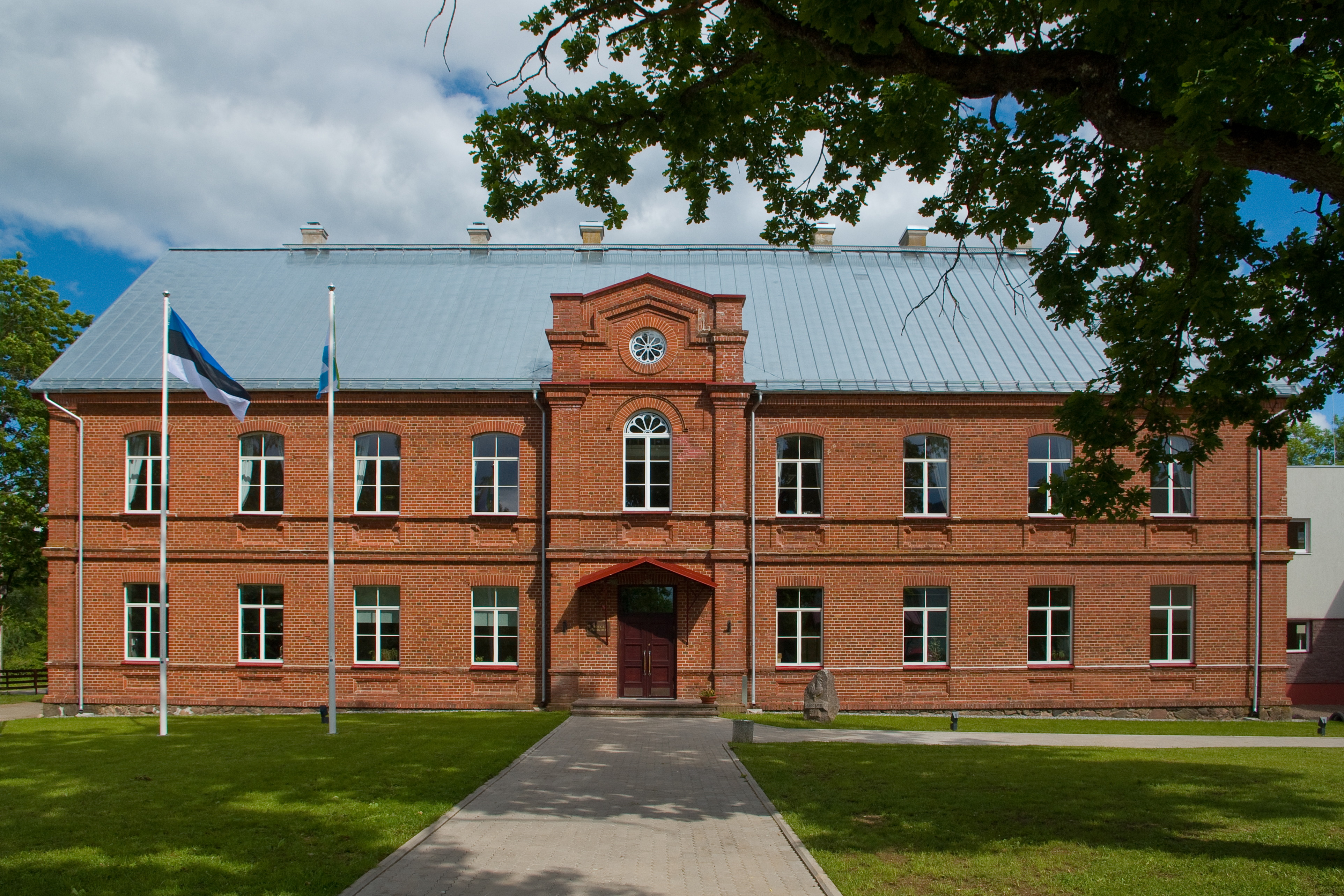
Rõuge school
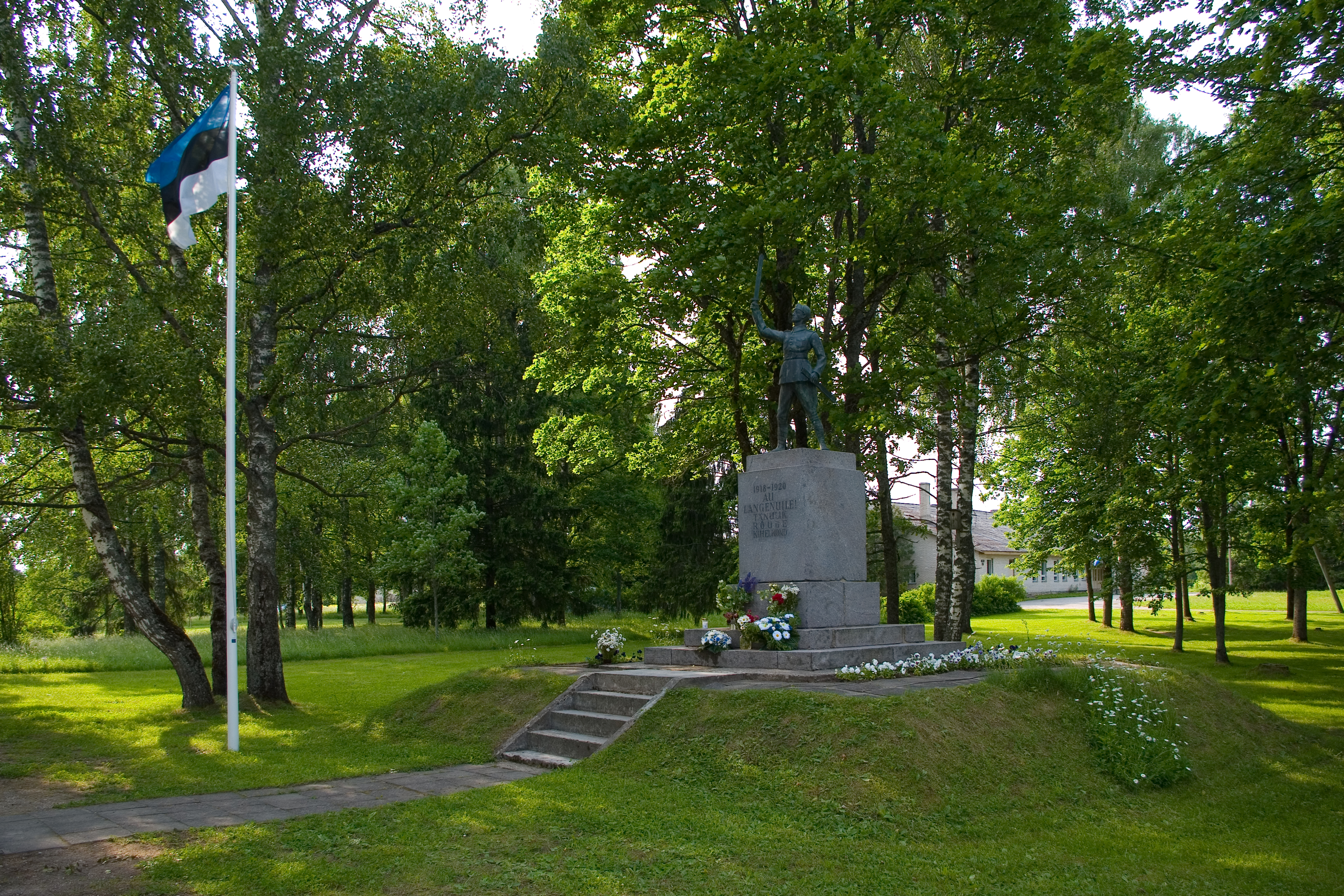
Monument for the Estonian War of Independence
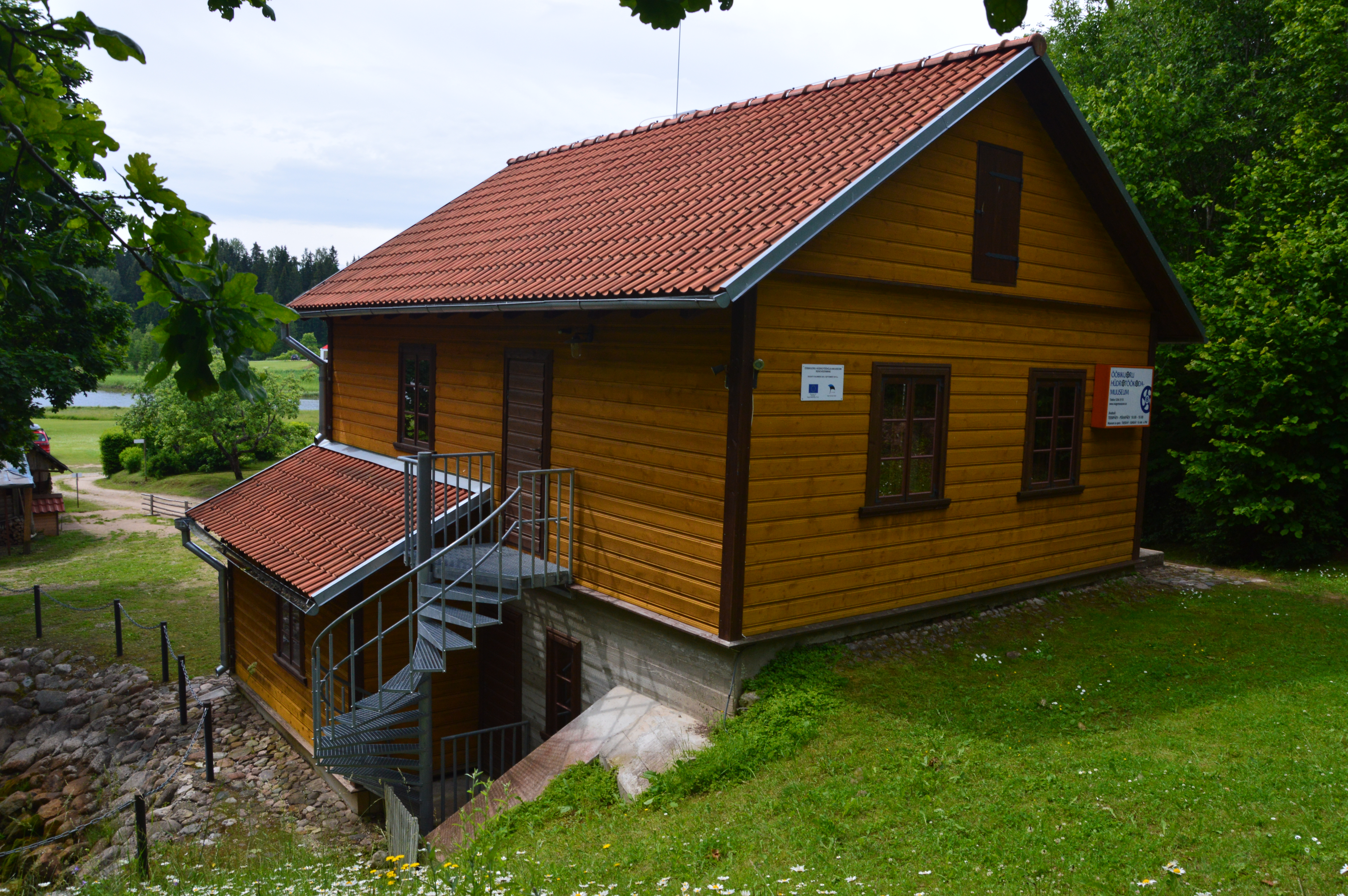
Rõuge Museum
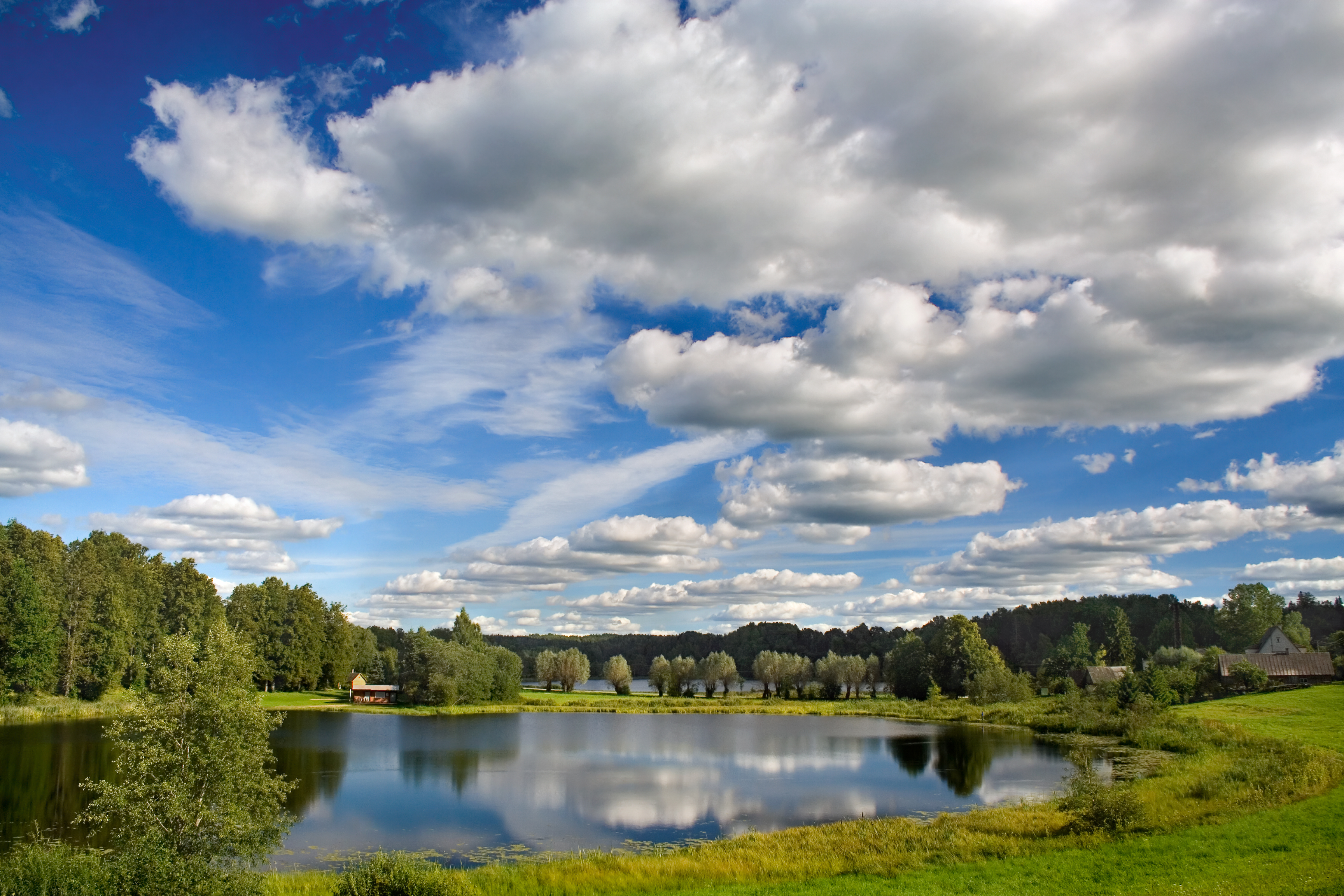
Kaussjärv (also known as Rõuge Mõisajärv)
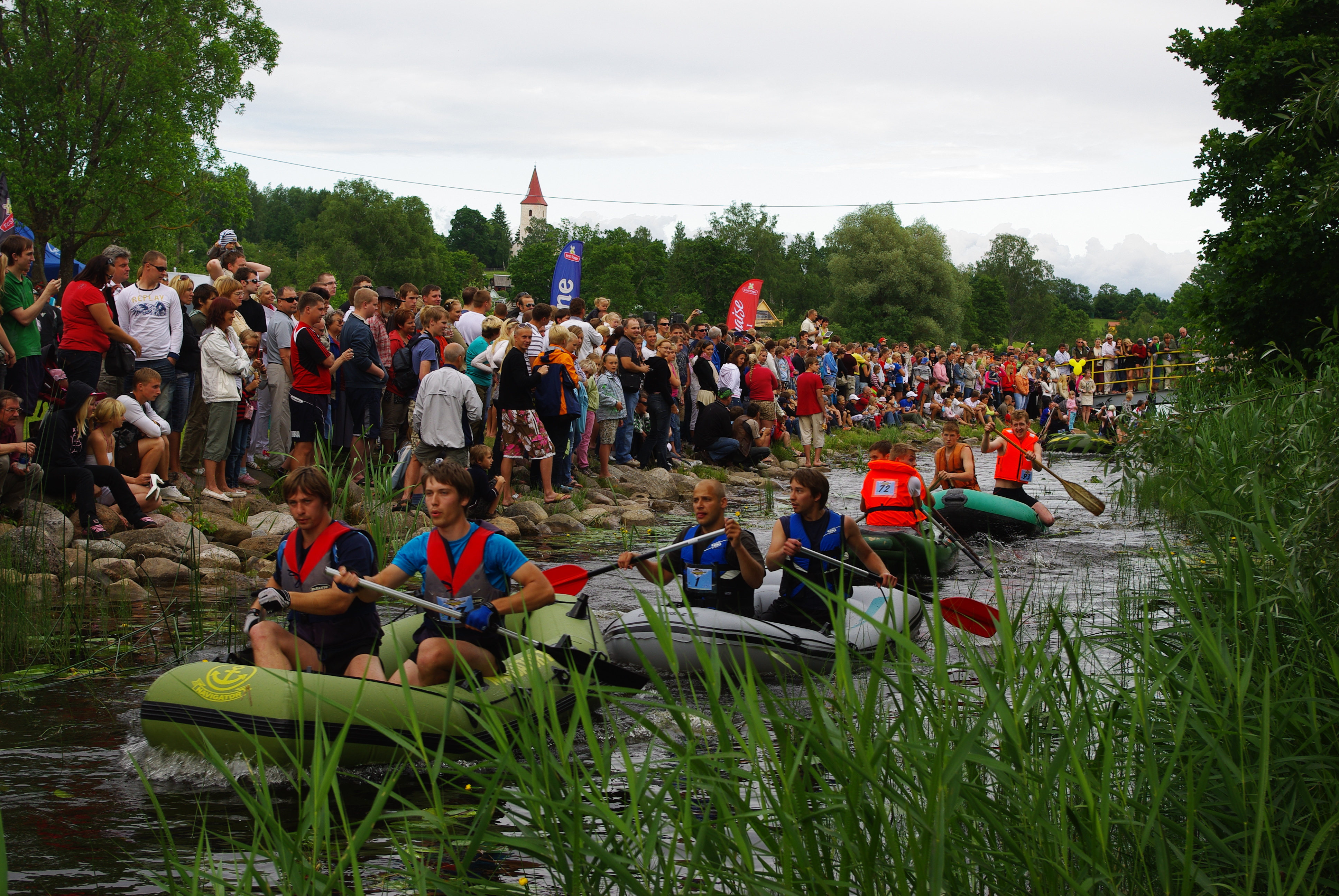
Boat rally